# (5924) Teruo
(5924) Teruo est un astéroïde de la ceinture principale.

## Description
(5924) Teruo est un astéroïde de la ceinture principale. Il fut découvert le 7 février 1994 à Oizumi par Takao Kobayashi. Il présente une orbite caractérisée par un demi-grand axe de 2,35 UA, une excentricité de 0,11 et une inclinaison de 4,1° par rapport à l'écliptique.

## Compléments